# Scleropactes estherae
Scleropactes estherae is een pissebed uit de familie Scleropactidae. De wetenschappelijke naam van de soort is voor het eerst geldig gepubliceerd in 1931 door Alceste Arcangeli.